# Gewerbesteuer (DDR)
Die Gewerbesteuer (GewSt) war in der Deutschen Demokratischen Republik eine Substanzsteuer auf das Vermögen von natürlichen und juristischen Personen (Gewerbekapitalsteuer) und als Gewerbeertragsteuer eine Steuer auf die definierte Ertragskraft eines Gewerbebetriebes. Da Unternehmen im Staatsbesitz und private Handwerker von der Steuerpflicht ausgenommen waren, war das Steueraufkommen marginal. Im Gegensatz zu der Regelung in Westdeutschland stand das Aufkommen nicht den Gemeinden, sondern der Republik zu. Dementsprechend lag der Hebesatz einheitlich bei 400 %.
Steuerpflichtig war jeder Gewerbebetrieb, soweit er in der DDR betrieben wurde. Dies galt jedoch nicht für die staatliche Wirtschaft, landwirtschaftliche Betriebe und Handwerker (also für nahezu die gesamte Wirtschaft). Steuerschuldner waren nicht die Betriebe, sondern (gesamtschuldnerisch) deren Eigentümer.
Bemessungsgrundlage war für die Gewerbekapitalsteuer der Einheitswert des gewerblichen Betriebs gemäß Bewertungsgesetz und für die Gewerbeertragssteuer der Gewinn analog der Körperschaftsteuer bzw. Einkommensteuer. In beiden Fällen gab es Zu- und Abrechnungsposten.
Um die Steuer zu ermitteln, waren die Steuermesszahlen auf den Gewerbeertrag bzw. das Gewerbekapital anzuwenden. Die Steuermesszahlen für den Gewerbeertrag waren wie im bis einschließlich 2007 in der Bundesrepublik geltenden Gewerbesteuergesetz rechtsformabhängig. Während sie für alle anderen Unternehmen einheitlich 5 % betrugen, waren sie für natürliche Personen, Personengesellschaften und Mitunternehmerschaften gestaffelt. Für diese betrugen sie 0 % für die ersten 1200 Mark, 1 % für die zweiten 1200 Mark, 2 % für die dritten, 3 % für die vierten und 5 % für die fünften 1200 Mark. Darüber wurden 5 % berechnet. Die Steuermesszahlen für das Gewerbekapital betrugen einheitlich 2 %, wobei eine Freigrenze von 3000 Mark bestand. Zuletzt erfolgte die Multiplikation mit dem einheitlichen Hebesatz von 400 %.